# Индийско шаварче
Индийското шаварче (Acrocephalus agricola ) е птица от семейство Acrocephalidae. Среща се и в България.

## Физически характеристики
Индийското шаварче достига 11 cm. Оперението е кафяво с ръждив оттенък, има бели вежди.

## Разпространение
Индийското шаварче е разпространено в Европа, Азия, Африка. Среща се по-брегове на блата, езера и реки.